# فلفلک نوک‌سیاه
فلفلک نوک‌سیاه (نام علمی: Cyclarhis nigrirostris) گونه‌ای از پرندگان تیرهٔ سرودخوانان (Vireonidae) است که در رشته‌کوه‌های آند کلمبیا و شمال اکوادور یافت می‌شود. در جنگل‌های کوهستانی نمناک نیمه‌گرمسیری یا گرمسیری و جنگل‌های پیشین به‌شدت دگرگون‌شده زندگی می‌کند.

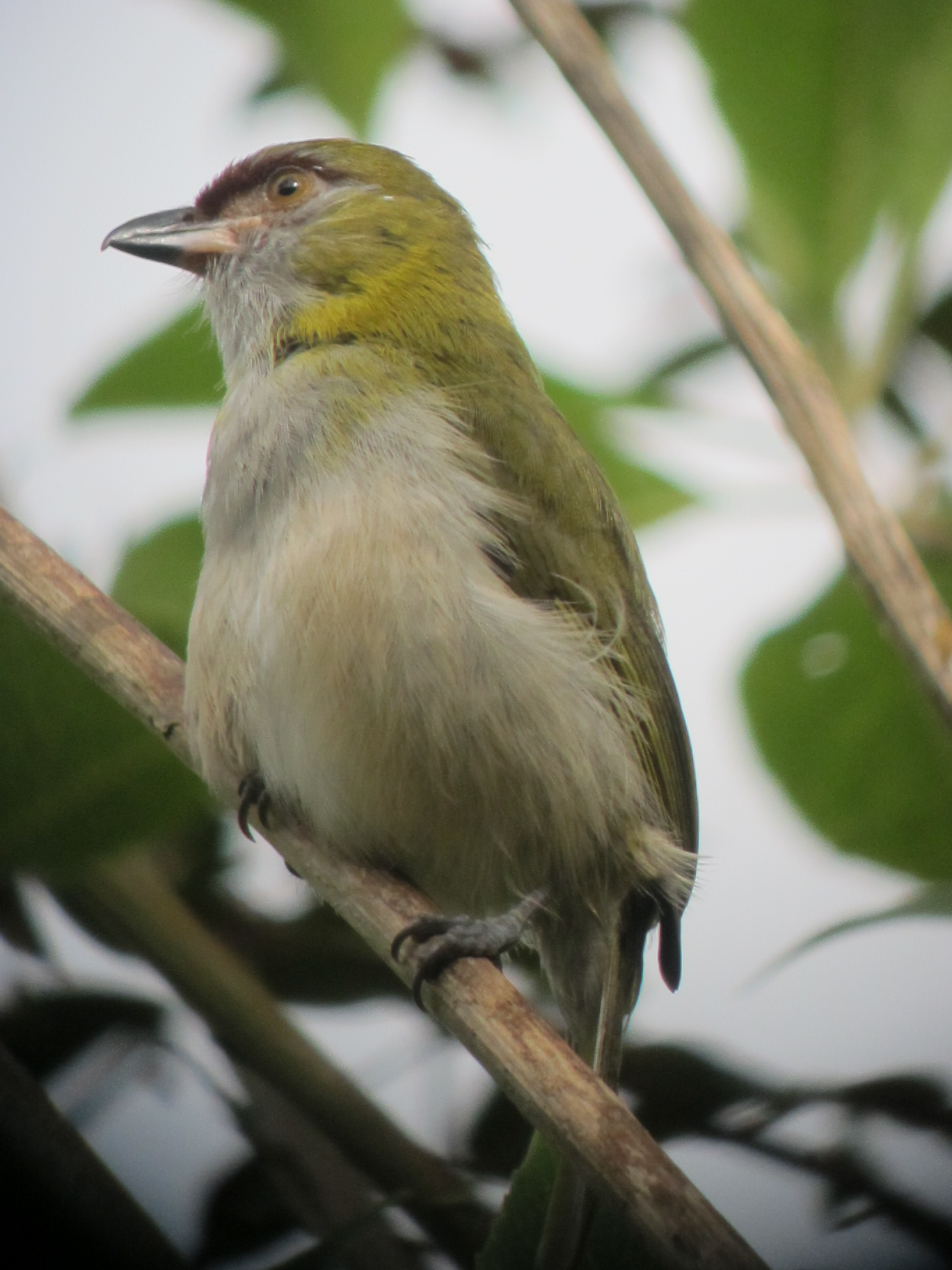
فلفلک نوک‌سیاه در بخش آنتیوکیا، کلمبیا